# Julien Carraggi
Julien Carraggi (Brussel, 2 juni 2000) is een Belgisch badmintonner.

## Levensloop
Carraggi behaalde een bronzen medaille op de Olympische Jeugdzomerspelen van 2018 in het teamtoernooi.
Hij werd in 2021 Belgisch kampioen, waarin hij won tegen Frédéric Gaspard met 21-7 en 21-4. In 2022 behaalde hij zijn tweede Belgische titel. Op 16 april 2023 won hij zijn eerste internationale finale op elite-niveau op de Dutch International. Hij klopte eerst de Duitser Fabian Roth in de kwartfinale en tijdens de halve finale won hij van de Deen Karan Rajan Rajarajan met 21-15 en 21-9. In de finale tegen de Nederlander Joran Kweekel won hij na een driesetter (21-17, 17-21 en 21-16). 
In 2024 behaalde hij zijn derde Belgische titel. In Sportcentrum Bart Swings in Herent in de finale gewonnen tegen Elias Bracke.
Hij wist zich in 2024 ook te kwalificeren voor de Olympische Spelen in Parijs.
Julien Carraggi is aangesloten bij BC Dilbeek.
Wouter Claes is zijn vaste trainer en coach.